# Siege of Avalon
Siege of Avalon (рус. Осада Авалона) — компьютерная игра в стиле RPG, созданная компанией Digital Tome и выпущенная 17 сентября 2001. Игру часто сравнивают по стилю с «Diablo».

## История создания
Игра была изначально продана как шесть отдельных «глав», которые можно было скачать из Интернета. Каждая глава добавляет новые карты, персонажи, квесты и продолжение сюжетной линии. Первая глава предоставлялась бесплатно, но за остальные пять нужно было платить. В 2001, Global Star Software выпустила полную версию игры (все главы) на диске антологии. Единственными изменениями в главах на CD были добавления фильмов в начале и конце игры и дополнительные сундуки с уникальным оружием и доспехами.
Изначально, Digital Tome планировали создать продолжение под названием «Pillars of Avalon» (рус. Столпы Авалона). Поэтому окончание первой игры намеренно было оставлено неясным. Но из-за проблем с издателями, компании пришлось закрыть веб-сайт и саму компанию.

## Геймплей
Игра придерживается основных тенденций для RPG. В начале игры мы создаём персонажа, распределяя очки обучения по различным характеристикам, а также создавая его внешний вид.
Игрок может выбрать 3 различных класса:
- Воин,
- Маг,
- Вор.

## Сюжет
Действие игры разворачивается в вымышленном мире Юралии. В Юралии существует семь человеческих королевств: Низос, Аратойя, Ориам, Форнакс, Элитрия, Катея и Таберланд. Эти королевства соединились в шаткий союз и построили цитадель для места встречи под названием Авалон.
Также в этом мире существует цивилизация кочевников-полуорков под названием Ша'ахулы. Их вероисповедание ценит землю и природу превыше всего, поэтому любое «насилие над землёй», в том числе земледелие и возведение зданий, является преступлением. После обнаружения королевств, Ша'ахулы собрали огромную орду и объявили войну.
После атаки орды, множество беженцев переселилось в Авалон. Все королевства послали войска для обороны Авалона от вторжения. Для народов королевств могучие стены Авалона являются символом надежды против Ша'ахулов. Ша'ахулы и их вождь Митрас решили начать осаду Авалона, так как силой цитадель не взять.
Игра начинается с дневника главного героя, в котором вкратце описаны события, предшествующие началу игры: oсада продолжается уже несколько лет. Его брат Корвус служит в армии Авалона. После смерти отца, герой считает что обязан лично рассказать об этом брату. Он становится членом экипажа грузового корабля плывущего из Элитрии в Авалон. Флот попадает в засаду Ша'ахулов, которым удаётся потопить все корабли кроме того в котором находится игрок. Сильно повреждённый корабль доплывает до Авалона, но обратно уже не поплывёт. Поэтому герой решает остаться в Авалоне, рассказать Корвусу о смерти отца и помочь в обороне города. С этого момента игрок получает контроль над персонажем и начинает разговаривать с Корвусом.

## Рецензии
Крупнейший российский портал игр Absolute Games поставил игре 45 %. Обозреватель отметил интересный игровой процесс, а в недостатки отнёс слабый ИИ. Вердикт: " Но несмотря ни на что, желающих пройти игру до конца, я думаю, будет очень немного. Начинающие любители РПГ, скорее всего, даже не узнают о существовании подобного чуда природы, а старые поклонники ролевиков пойдут в сотый раз изучать Fallout, плакать над невинно убиенным Diablo или очищать подземелья Берега Мечей от злобных, но очень милых кобольдов, которые так забавно говорят "Grrrrr… Grrrr…". ".

## Интересные факты
- Авалон - остров усопших из кельтской мифологии.